# Pio Piacentini
Pio Piacentini, född 5 september 1846 i Rom, död 4 april 1928 i Rom, var en italiensk arkitekt. Han var far till Marcello Piacentini.
Piacentini har bland annat ritat Palazzo delle Esposizioni (1880–1882) vid Via Nazionale i centrala Rom.

## Fotnoter
1. ↑  Find a Grave, Find A Grave-ID: 92223333, läs online.[källa från Wikidata]